# Építők Stadion
Építők Stadion – nieistniejący już wielofunkcyjny stadion w Budapeszcie, stolicy Węgier. Został wybudowany w latach 1932–1937 i rozebrany w 2020 roku. Mógł pomieścić 12 500 widzów.
Stadion został wybudowany w latach 1932–1937. Obiekt znajdował się na wschodnim skraju Parku Ludowego. Początkowo arena znana był jako „Diákstadion” („stadion uczniowski”). Stadion posiadał bieżnię lekkoatletyczną i otoczony był trybunami. Po stronie południowej, w centralnej części, znajdowała się trybuna główna, wybudowana w stylu art déco. Za trybuną główną znajdowały się dalsze obiekty, tworzące razem ze stadionem jeden kompleks sportowy. Po II wojnie światowej stadion często wykorzystywany był do rozgrywania piłkarskich spotkań ligowych, w latach 50. głównie przez zespoły Vasas FC oraz Budapest Honvéd FC, a w latach 70. i 80. jego głównym użytkownikiem był klub Építők SC. W 2005 roku stadion uznany został za zabytek. 27 września 2015 roku na stadionie swoje pierwsze w historii spotkanie rozegrała reprezentacja Węgier w futbolu amerykańskim, przegrywając w meczu towarzyskim z Czechami 7:26. W 2020 roku dokonano rozbiórki stadionu. W planach jest budowa w jego miejscu kompleksu sportowego pod nazwą „Fradiváros”, mającego służyć klubowi Ferencvárosi TC.